# Loi du déplacement de Wien
Ne doit pas être confondu avec Loi de rayonnement de Wien.

Graphique représentant l'évolution de la densité spectrale d'énergie émise par un corps noir en fonction de la longueur d'onde pour plusieurs températures. On y voit que plus la température est élevée plus le maximum de la courbe se situe à une longueur d'onde faible : la loi de déplacement de Wien permet de rendre compte de cette observation.

La loi du déplacement de Wien est une loi physique selon laquelle la longueur d'onde à laquelle un corps noir émet le plus de flux lumineux énergétique est inversement proportionnelle à sa température. Elle a été nommée d’après son découvreur le physicien allemand Wilhelm Wien. La loi de Wien peut être dérivée à partir de la loi de Planck décrivant la puissance émise par unité de fréquence et de surface associée au rayonnement du corps noir. 
La loi de Planck décrit la distribution de l'énergie W(λ) rayonnée en fonction de la température T du corps noir. Selon la loi de Planck, à une température T donnée, l'énergie W(λ) passe par un maximum Wmax pour une longueur d'onde λmax.
La loi de Wien décrit la relation liant la longueur d'onde λmax, correspondant au pic d'émission lumineuse du corps noir, et la température absolue T. On retient généralement :
{\displaystyle \lambda _{\mathrm {max} }={\frac {hc}{4.96511423174\,kT}}={\frac {2,89777291\times 10^{-3}\;\mathrm {m\cdot K} }{T}}}
où h est la constante de Planck ; k, la constante de Boltzmann et c, la vitesse de la lumière dans le vide.
Est alors ainsi définie, la constante de Wien, notée b ou {\displaystyle \sigma _{w}} :
{\displaystyle \sigma _{w}=2,89777291\times 10^{-3}\;\mathrm {m\cdot K} }

## Démonstration
La distribution de luminance énergétique spectrale du corps noir est donnée en fonction de la longueur d'onde par la loi de Planck :
{\displaystyle \qquad L_{\lambda }={\frac {2hc^{2}}{\lambda ^{5}}}{\frac {1}{\exp \left({\frac {hc}{k\lambda T}}\right)-1}}}
Elle permet de déterminer la longueur d'onde pour laquelle la luminance est maximale. En dérivant son expression après avoir posé {\displaystyle x={\frac {hc}{k\lambda T}}} et en cherchant les valeurs de x qui annulent cette dérivée, on obtient l'équation :
{\displaystyle e^{-x}+0,2x-1=0},
dont la seule solution positive est {\displaystyle x=5+W_{0}(-5e^{-5})\approx 4.96511423174}, où {\displaystyle W_{0}} est la partie positive de la fonction  W de Lambert.  Ainsi :
{\displaystyle \lambda _{m}={\frac {hc}{4.96511423174\,kT}}}

## Quelques conséquences
Il découle de cette loi que plus un objet est chaud, plus la longueur d'onde du rayonnement émis le plus intensément est courte.
Par exemple, la température de surface du Soleil est 5780 K, ce qui correspond à un maximum d'émission vers 500 nm, au milieu du spectre visible. Le maximum d'émission est donc situé dans le domaine bleu-vert, mais le Soleil ne nous apparaît pas de cette couleur pour autant. Le Soleil est perçu comme blanc dans l'espace car la quantité de lumière émise dans tout le domaine visible est suffisante pour qu'il paraisse blanc à l'observateur. Sur Terre, cette lumière nous apparaît comme jaune car une partie de son spectre est diffusée par l'atmosphère (principalement le bleu, ce qui explique la couleur du ciel en journée). Les étoiles plus chaudes émettent à des longueurs d'onde plus courtes et apparaissent bleutées ; les étoiles plus froides nous semblent rougeâtres.
Dans des conditions typiques, notre environnement a une température d'environ 300 K et émet ainsi dans l'infrarouge moyen, aux alentours de 10 µm. Cela a de multiples conséquences, par exemple la difficulté pour les astronomes à observer dans l'infrarouge moyen car le rayonnement ambiant se mêle au signal provenant de l'objet étudié.